# Fundación Biden

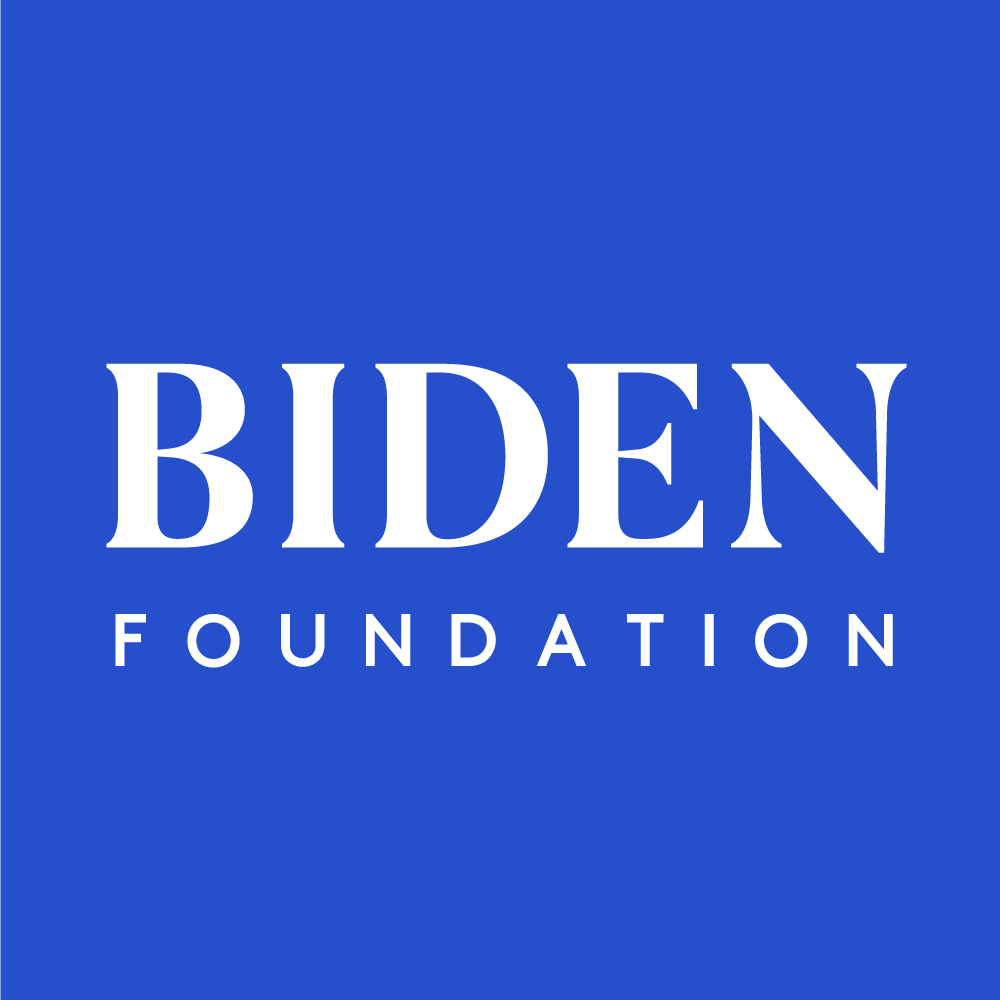

La Fundación Biden (en inglés, Biden Foundation) fue una organización sin ánimo de lucro bajo la sección 501(c)(3) del código fiscal de los Estados Unidos que existió de 2017 a 2019. Fue establecida por el exvicepresidente de los Estados Unidos Joe Biden y la exsegunda dama Jill Biden con el misión declarada de «defender el progreso y la prosperidad de las familias estadounidenses».

## Orígenes
El establecimiento inicial de la Fundación Biden como una organización 501(c)(3) se realizó y recibió la aprobación de las autoridades fiscales de los Estados Unidos en 2016.
La exsegunda pareja lanzó públicamente la Fundación Biden el 1 de febrero de 2017. Se afirmó que el propósito de la fundación era permitirles continuar con las causas que más les importaban una vez que salieran de Washington. Estas causas incluyeron el apoyo de Joe Biden a la Cancer Moonshot Initiative, de su época como vicepresidente, y la Ley de Violencia contra la Mujer, de su época como senador; y el apoyo de Jill Biden a las familias de militares, que había comenzado como la iniciativa Joining Forces durante su tiempo como segunda dama, y su enfoque en los colegios comunitarios, en uno de los cuales continuó enseñando.

## Personal
Varios exasistentes de Biden se convirtieron en miembros destacados del personal de la fundación. El presidente de la junta era Ted Kaufman, un jefe de personal del Senado que había sido designado para ocupar el puesto de Biden en el Senado cuando se convirtió en vicepresidente. La vicepresidenta de la junta fue Valerie Biden Owens, hermana de Joe Biden y estratega política desde hace mucho tiempo. La directora ejecutiva de la fundación fue Louisa Terrell, otra veterana de la administración Obama y varios miembros del personal del Congreso.
También trabajaron para la fundación el exasesor político de la administración Obama, Gautam Raghavan, y el exasesor económico del vicepresidente, Ben Harris. Otra figura asociada con la fundación fue el exabogado del Comité Judicial del Senado y embajador de los Estados Unidos Mark Gitenstein.

## Actividades
La intención era que la fundación fuera financiada por donaciones, que estarían libres de impuestos para los donantes. Para 2017, la fundación informó haber recaudado $6,6 millones. Entre los donantes de la fundación se encontraban el ejecutivo corporativo retirado Bernard L. Schwartz y el empresario deportivo del béisbol Peter Angelos. La fundación no aceptaba dinero de entidades extranjeras.
The New York Times informó que la mayoría de los fondos recaudados por la fundación se destinaron a salarios del personal en lugar de subvenciones y que en 2017 solo otorgó una subvención, por alrededor de $ 500 000. Sin embargo, Charity Navigator dijo que el 86 por ciento de su dinero recaudado se destinó a gastos del programa en lugar de costos administrativos o de recaudación de fondos y le dio a la fundación una puntuación alta.

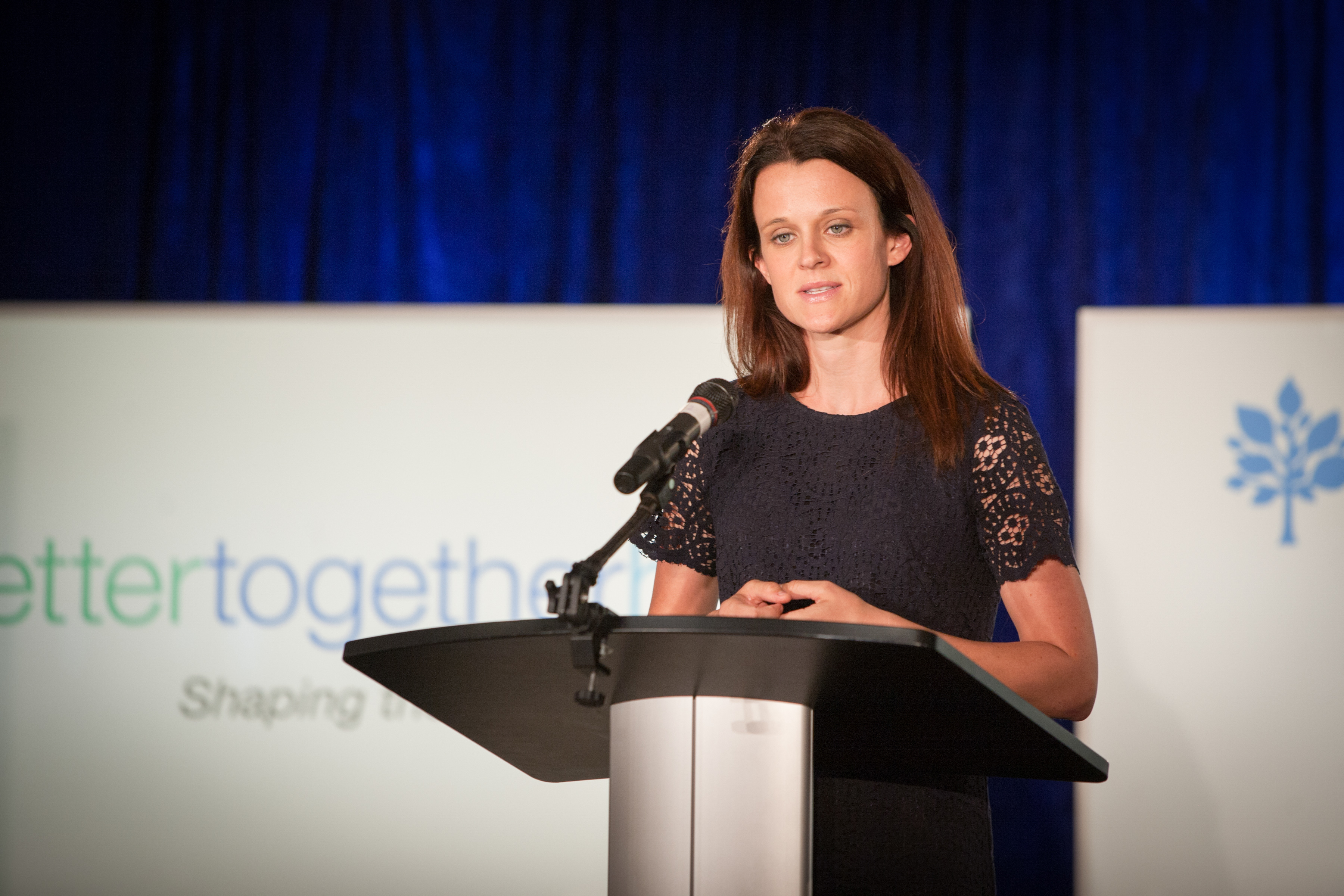
Danielle Carnival, directora adjunta de la Iniciativa contra el Cáncer de la Fundación Biden, habla en un evento relacionado con la atención médica en mayo de 2017.

En mayo de 2018, la Fundación David Bohnett, junto con la Fundación Gill, se asoció con la Fundación Biden y la Asociación Cristiana de Jóvenes (YMCA) en un proyecto de colaboración para mejorar los niveles de inclusión que se muestran en las ubicaciones de la YMCA en todo el país hacia las personas LGBTQ.
Como parte de la fundación, Jill Biden continuó el trabajo de defensa de las familias de militares que había comenzado en Joining Forces. Joining Forces se reanudó una vez que se convirtió en primera dama en 2021.

## Cierre
El 25 de abril de 2019, la fundación anunció que suspendería todas las operaciones, con efecto inmediato, con una liquidación completa de las actividades de la fundación a continuación. El cierre se debió al advenimiento de la campaña presidencial de Joe Biden de 2020, que se anunció el mismo día. Biden y su personal estaban ansiosos por no volver a vivir la experiencia de la Fundación Clinton durante la campaña presidencial de Estados Unidos de 2016, que había continuado funcionando durante dicha campaña y, por lo tanto, había enfrentado una serie de cargos de conflicto de intereses que acosaron la campaña presidencial de Hillary Clinton de 2016.